# Třímanské skály
Třímanské skály je přírodní rezervace na pravém břehu řeky Berounky v katastrálních územích Hřešihlavy a Třímany, částech obce Kladruby v okrese Rokycany. Rezervace leží v přírodním parku Berounka. Chráněné území je v péči Krajského úřadu Plzeňského kraje.

## Předmět ochrany
Rezervace byla zřízena 15. ledna 1991 na základě vyhlášky Ministerstva životního prostředí ČR ze 14. prosince 1990 na ploše 27,10 ha pro ochranu původních porostů skalních stepí a reliktních borů, které jsou vzhledem k podloží ojedinělé.

## Geologie a geomorfologie
Třímanské skály leží v Radnické vrchovině, která je jedním z geomorfologických okrsků Kralovické pahorkatiny, jež náleží do geomorfologického celku Plaská pahorkatina. Horninový podklad na pravém nárazovém břehu meandru Berounky tvoří břidlice svrchního proterozoika. Jsou zde četné skalní výchozy, údolní svahy, na jejichž úpatí se vytvářejí svahové usazeniny (tzv. deluvia), jsou pokryté sutí.

## Dostupnost
Přírodní rezervace Třímanské skály leží přibližně 300 metrů směrem na západ od Hřešihlav. Jižní polovinou chráněného území prochází červeně značená turistická cesta.